# قائمة البعثات الدبلوماسية الأوكرانية

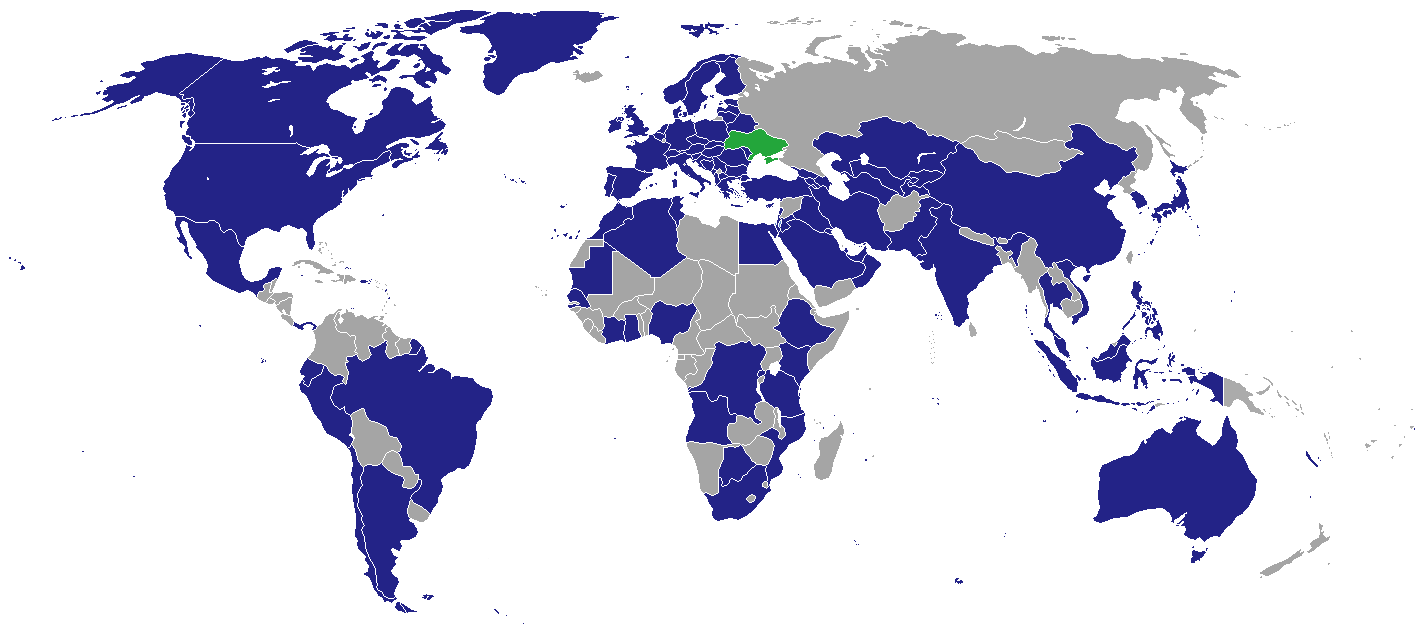
علاقات أوكرانيا الدبلوماسية حول العالم

هذه قائمة بالبعثات الدبلوماسية الأوكرانية، هذه القائمة لا تشمل القنصليات الفخرية.

## أفريقيا

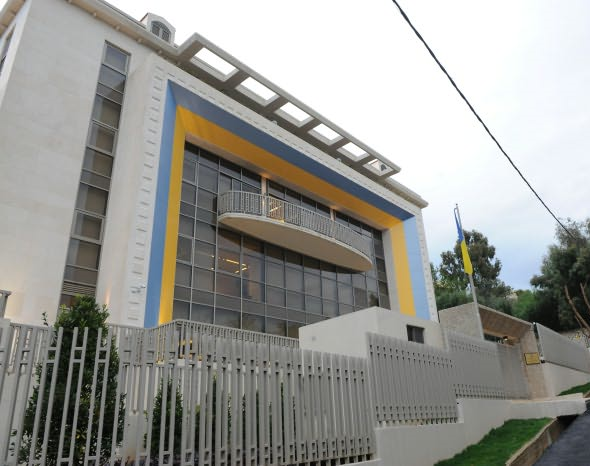
السفارة الأوكرانية في بيروت

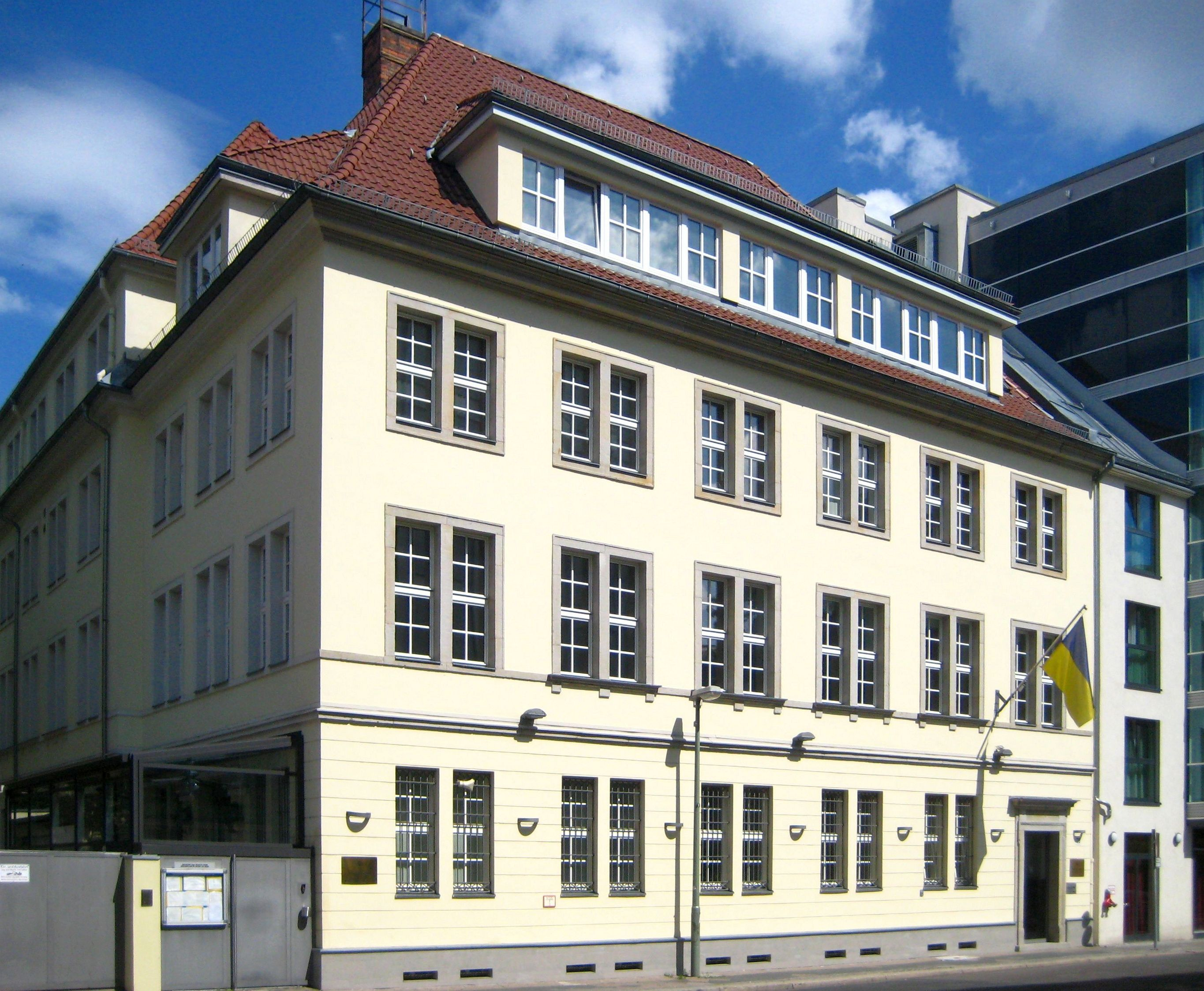
السفارة الأوكرانية في برلين

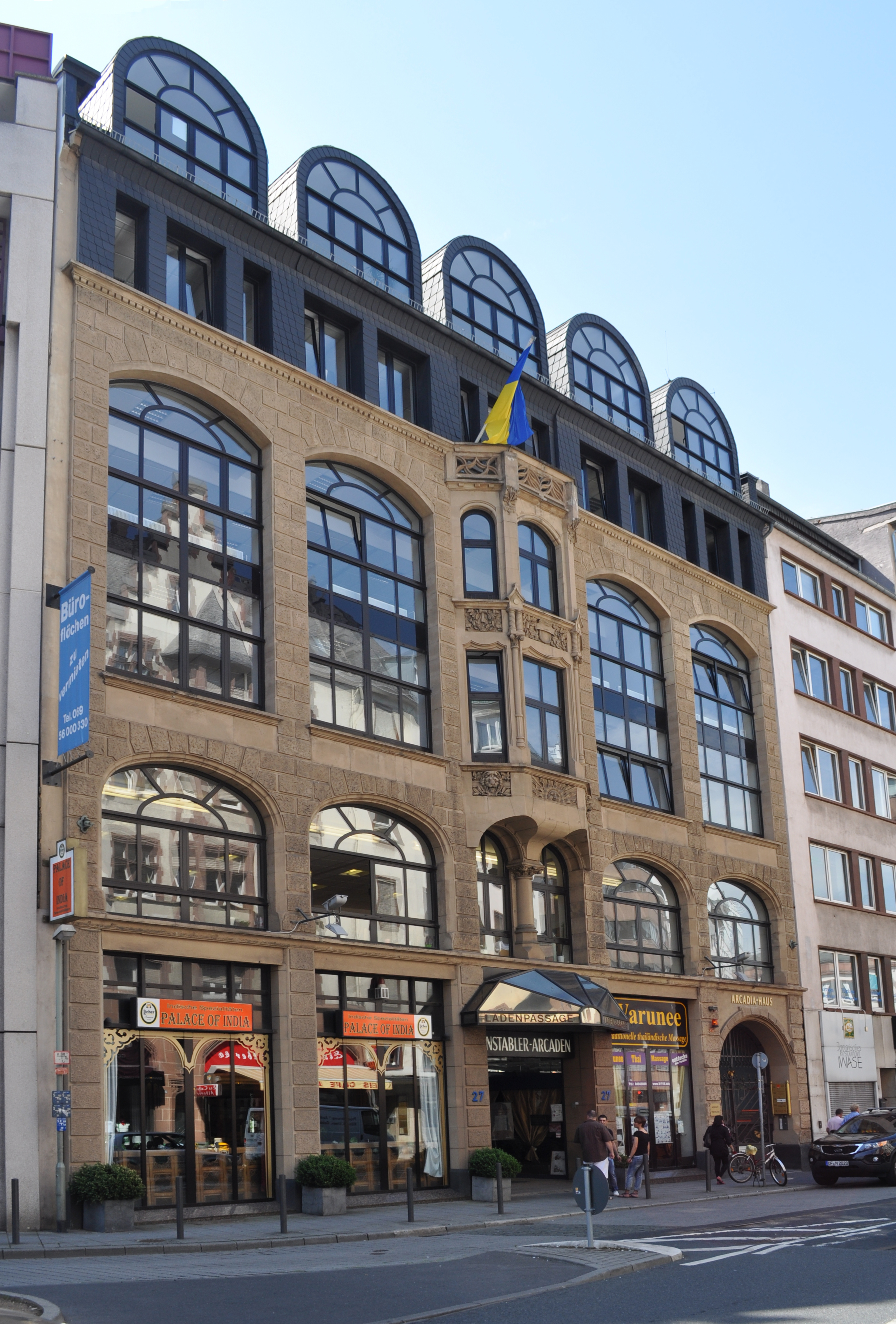
القنصلية العامة الأوكرانية في فرانكفورت

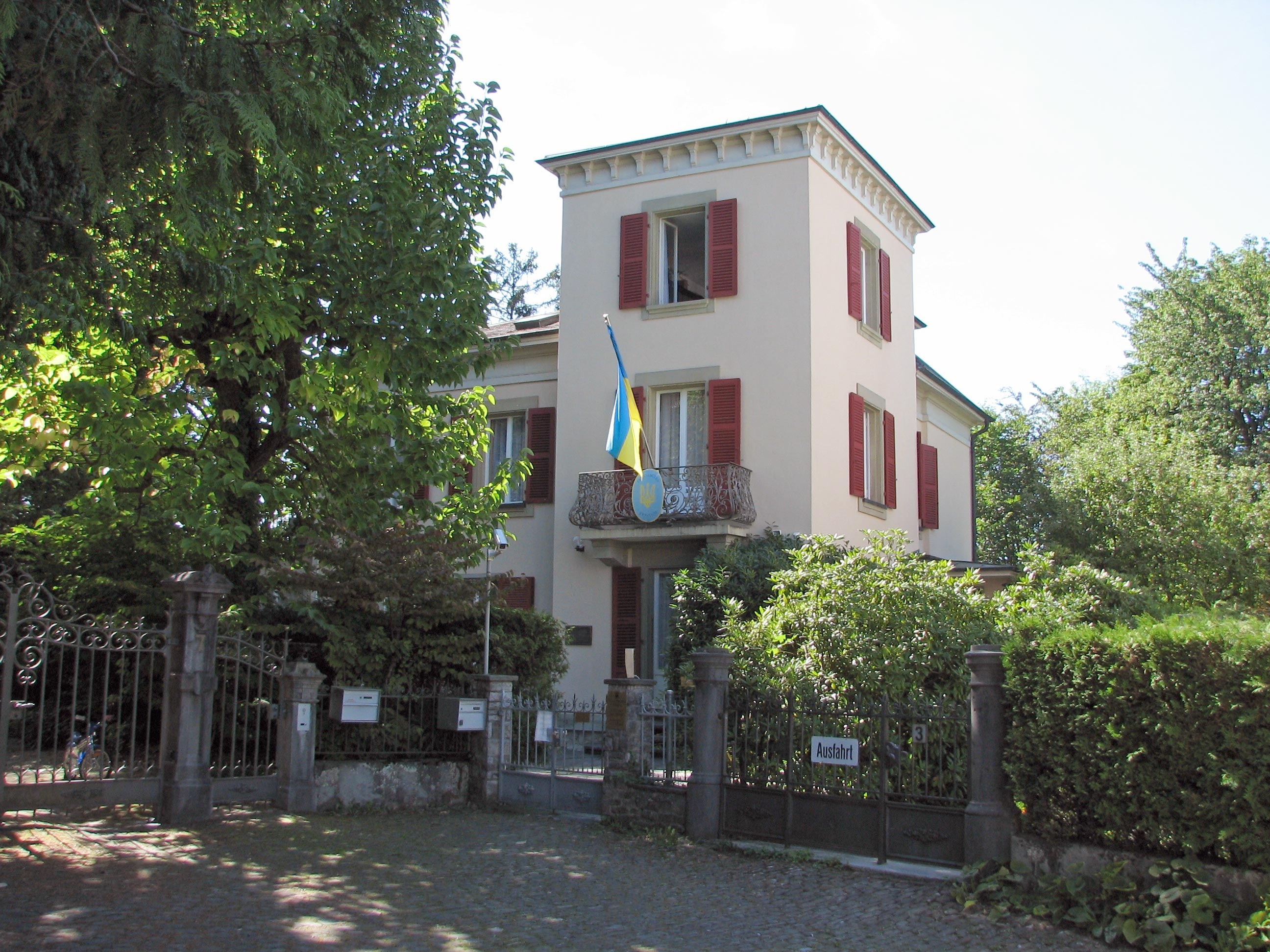
السفارة الأوكرانية في برن

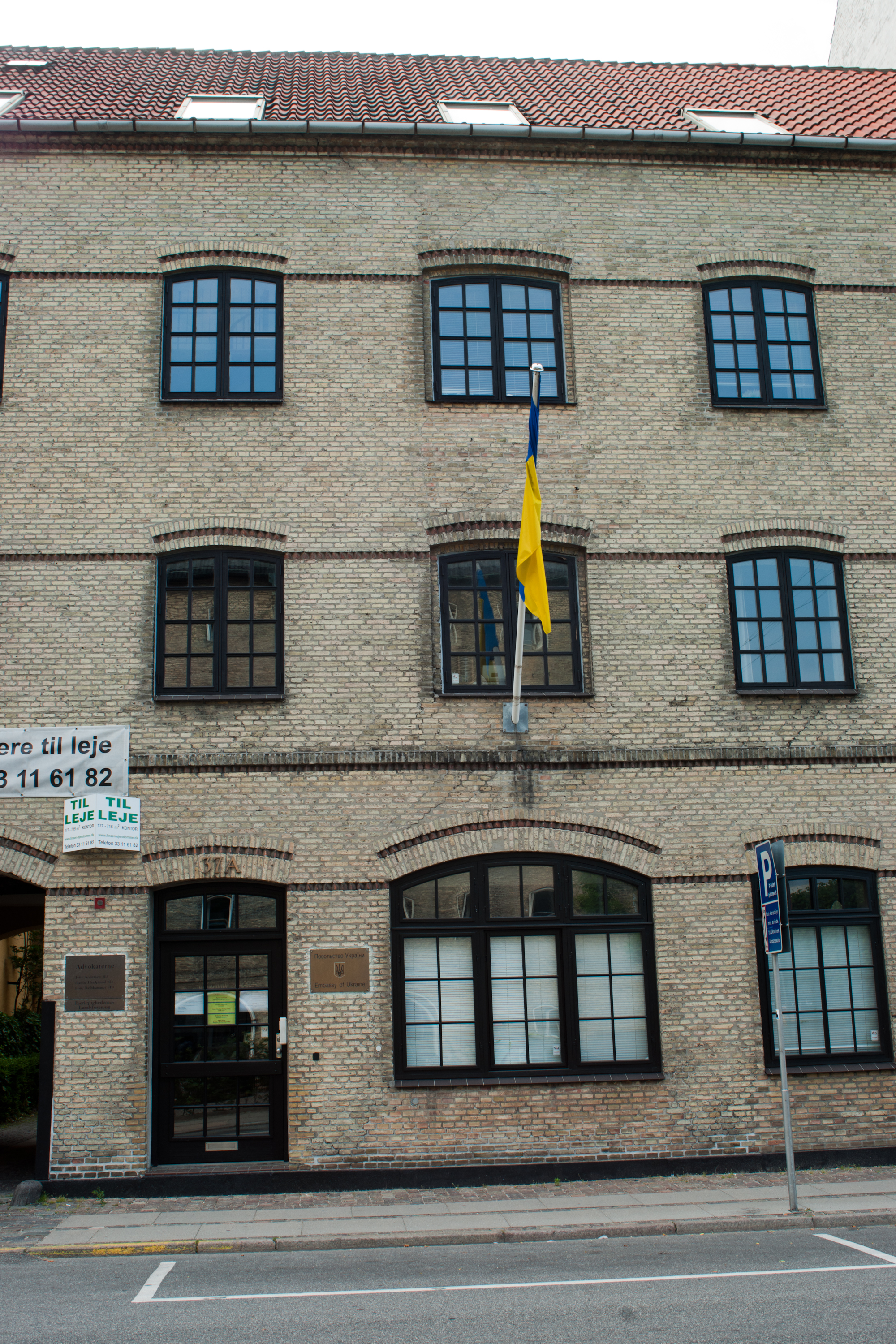
السفارة الأوكرانية في كوبنهاغن

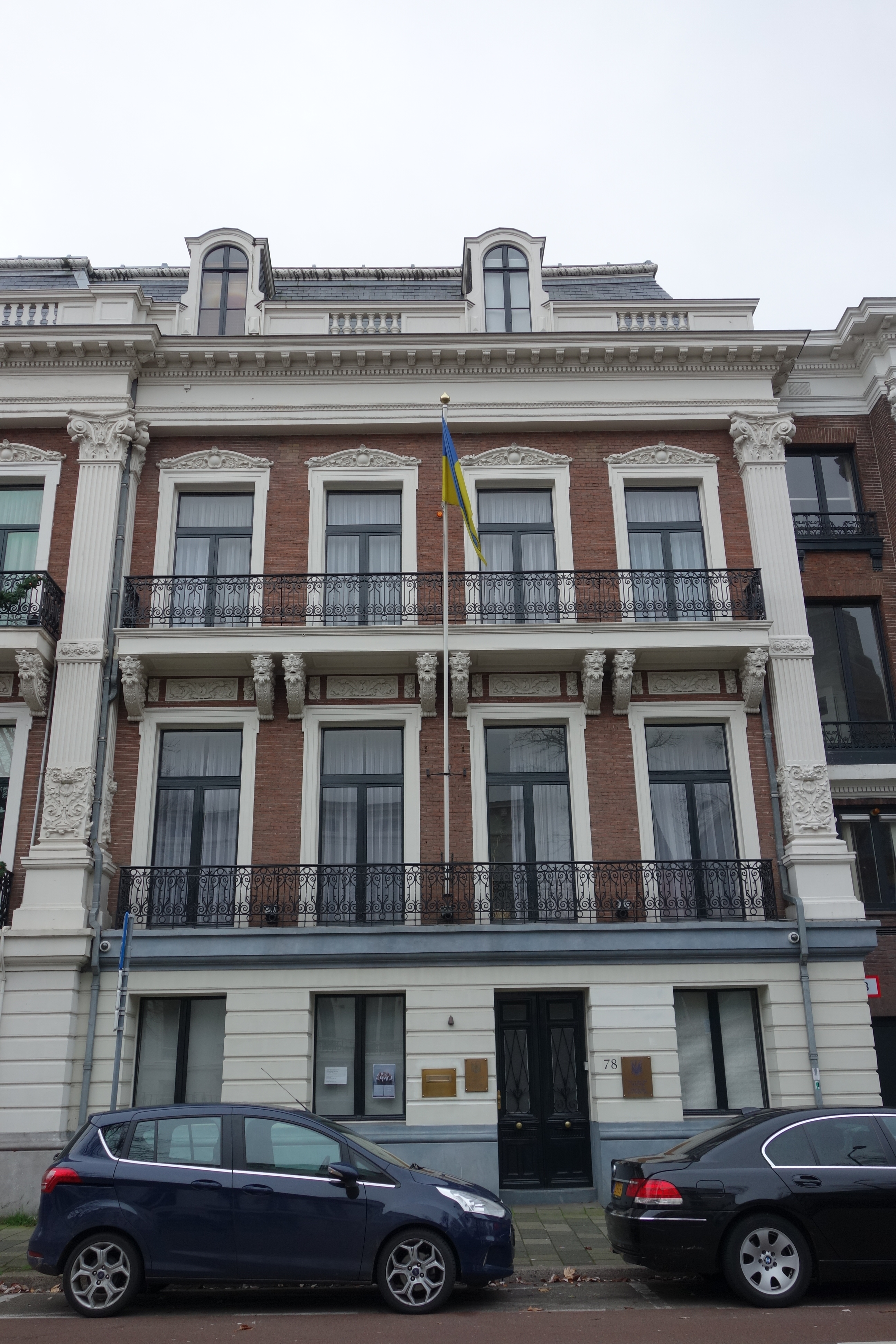
السفارة الأوكرانية في لاهاي

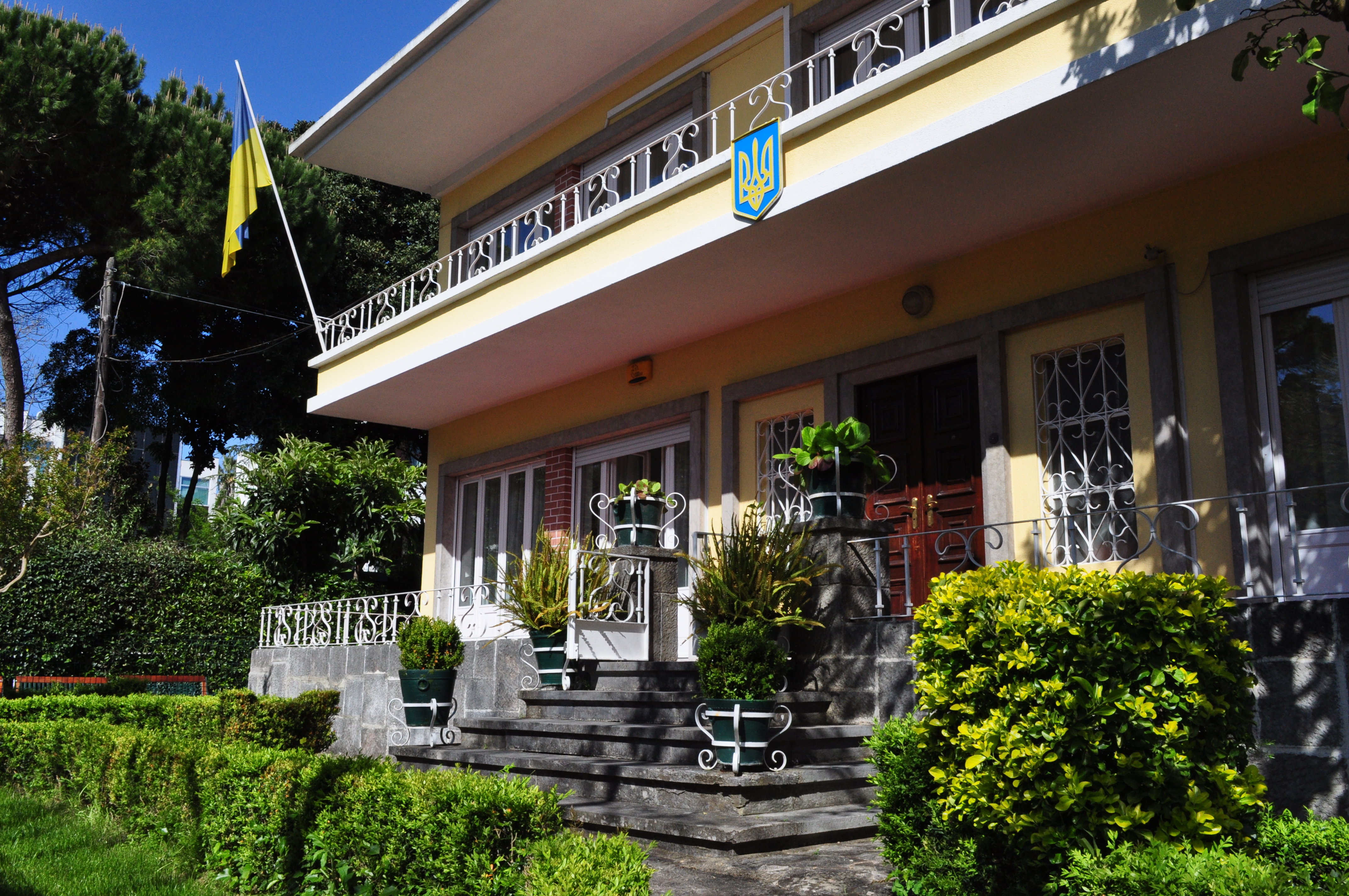
السفارة الأوكرانية في لشبونة

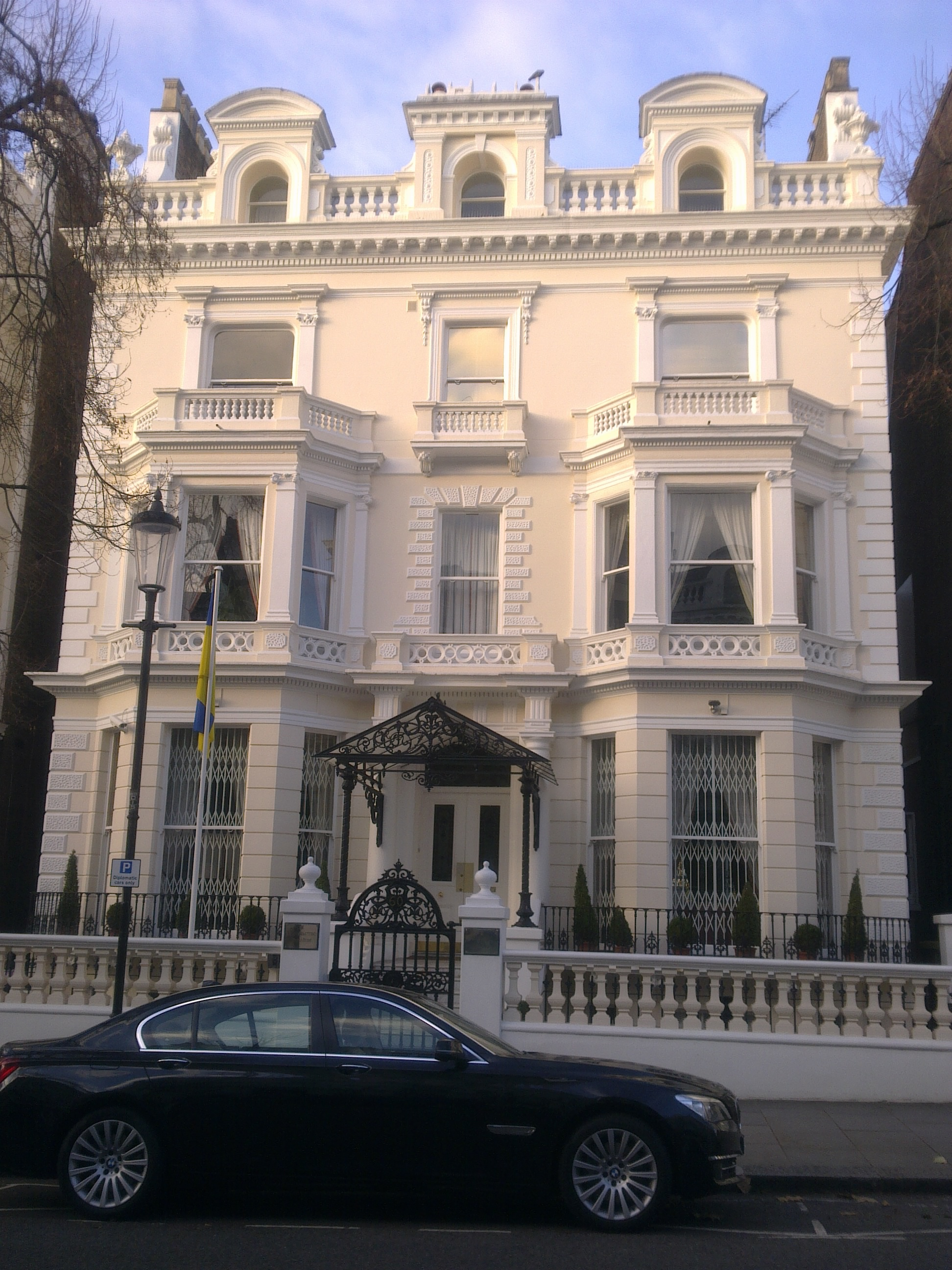
السفارة الأوكرانية في لندن

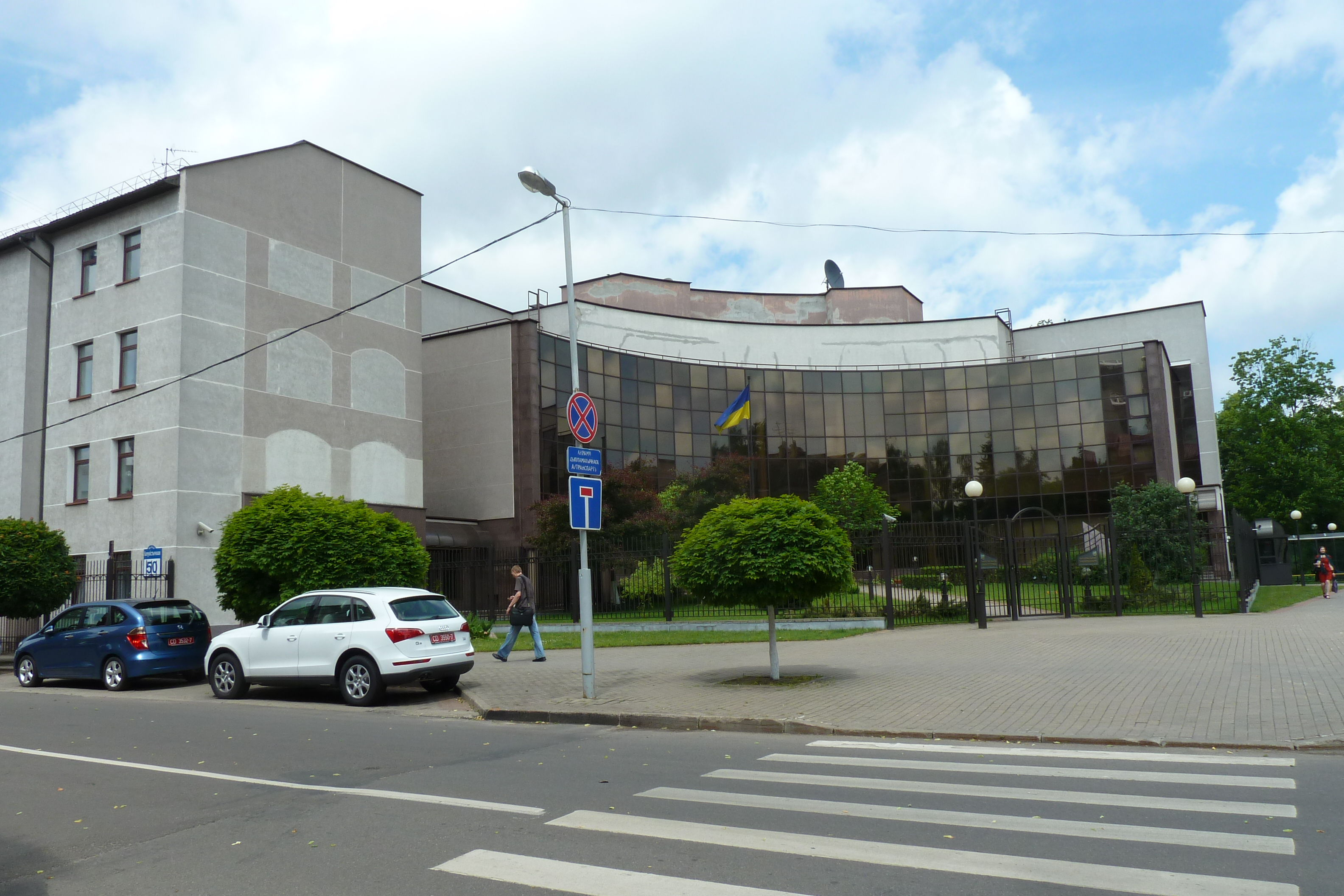
السفارة الأوكرانية في مينسك

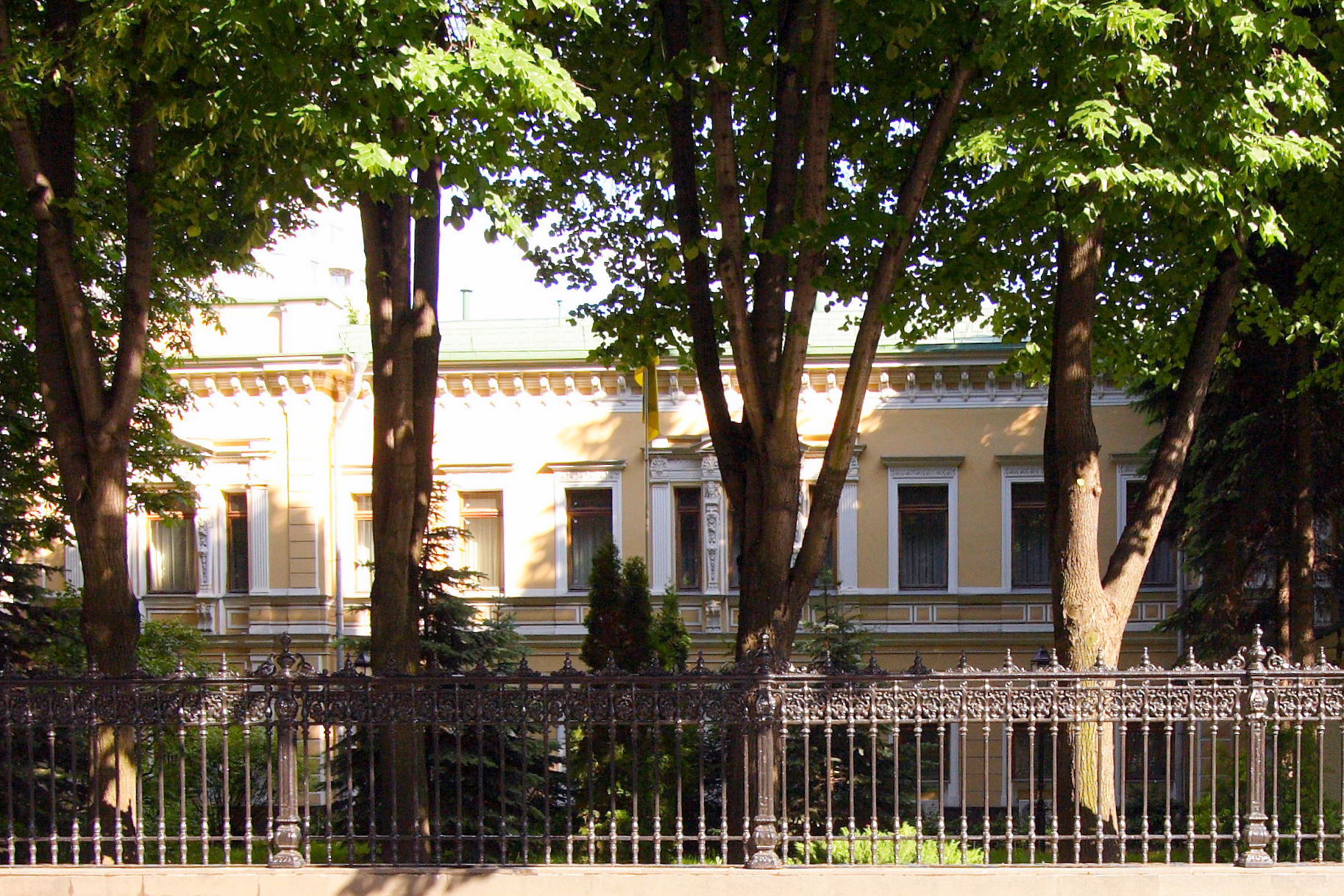
السفارة الأوكرانية في موسكو

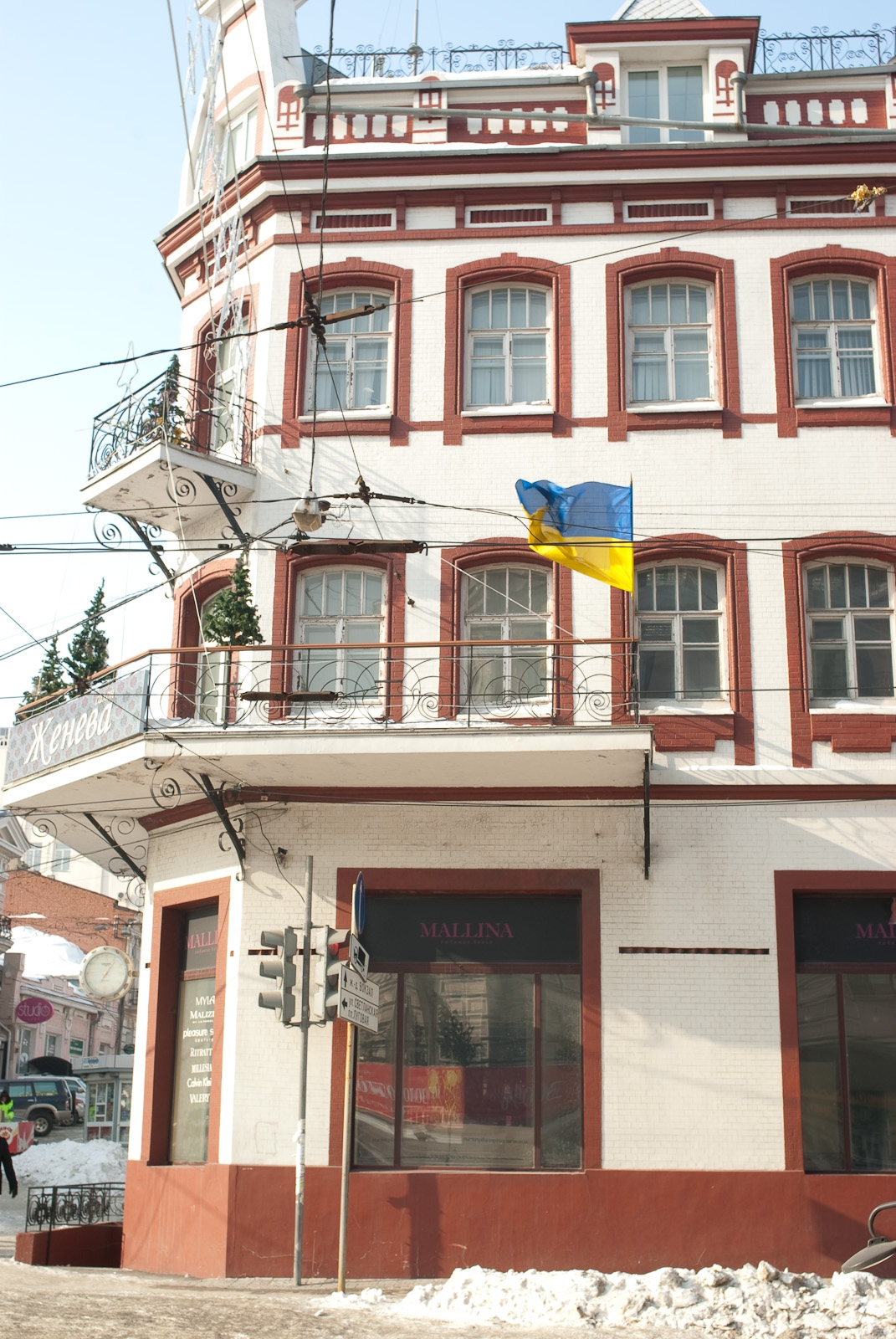
القنصلية العامة الأوكرانية في فلاديفوستوك

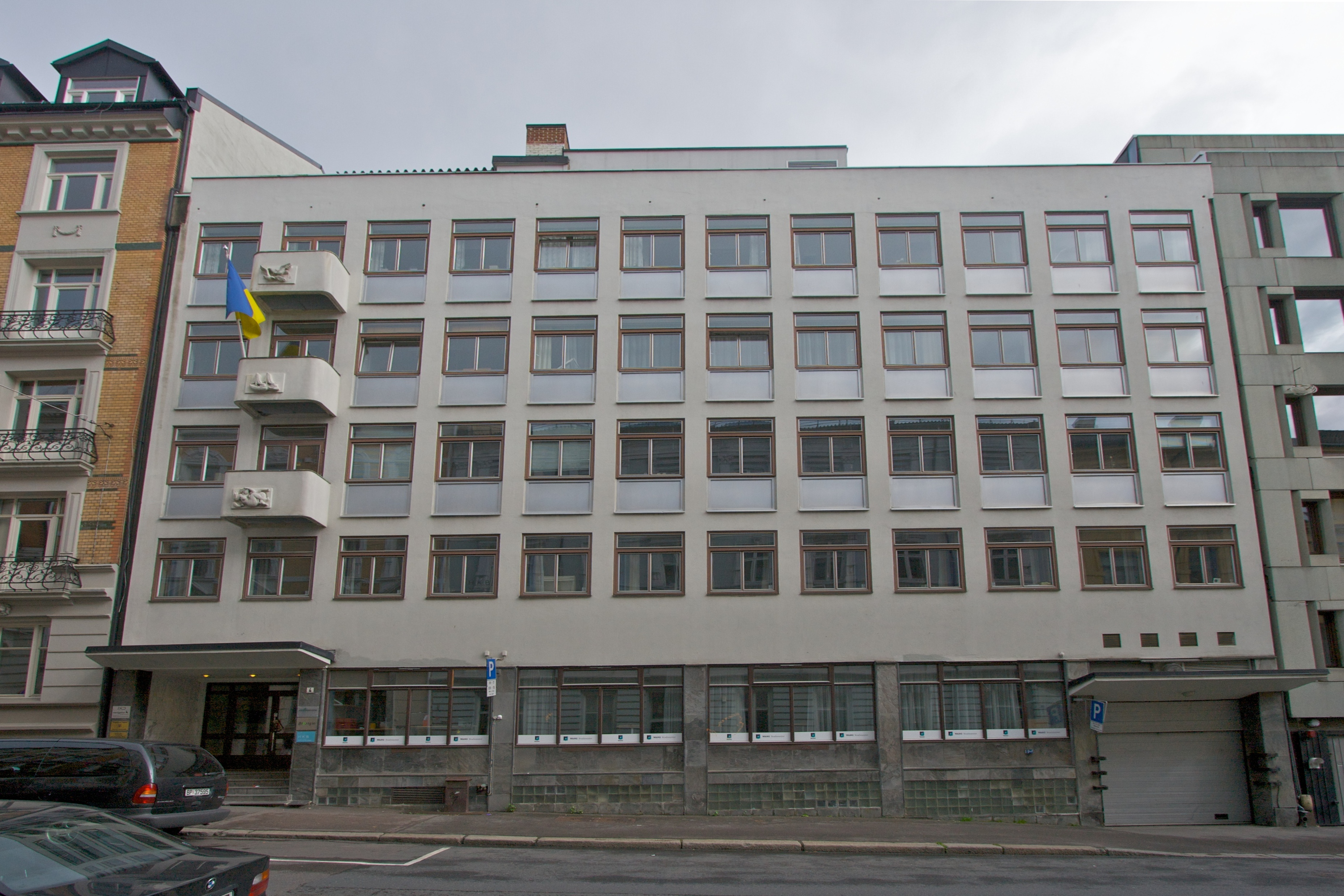
السفارة الأوكرانية في أوسلو

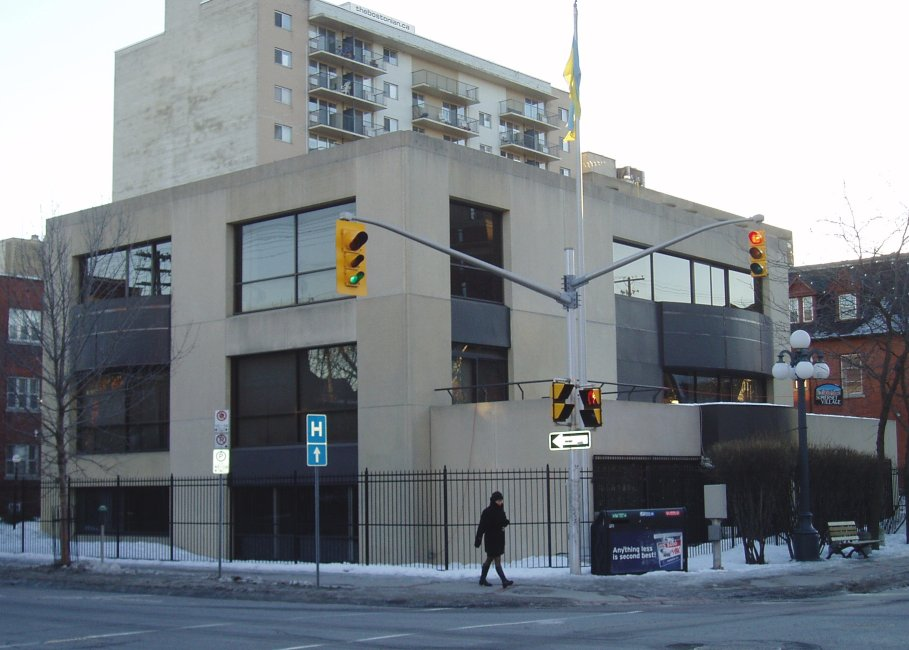
السفارة الأوكرانية في أوتاوا

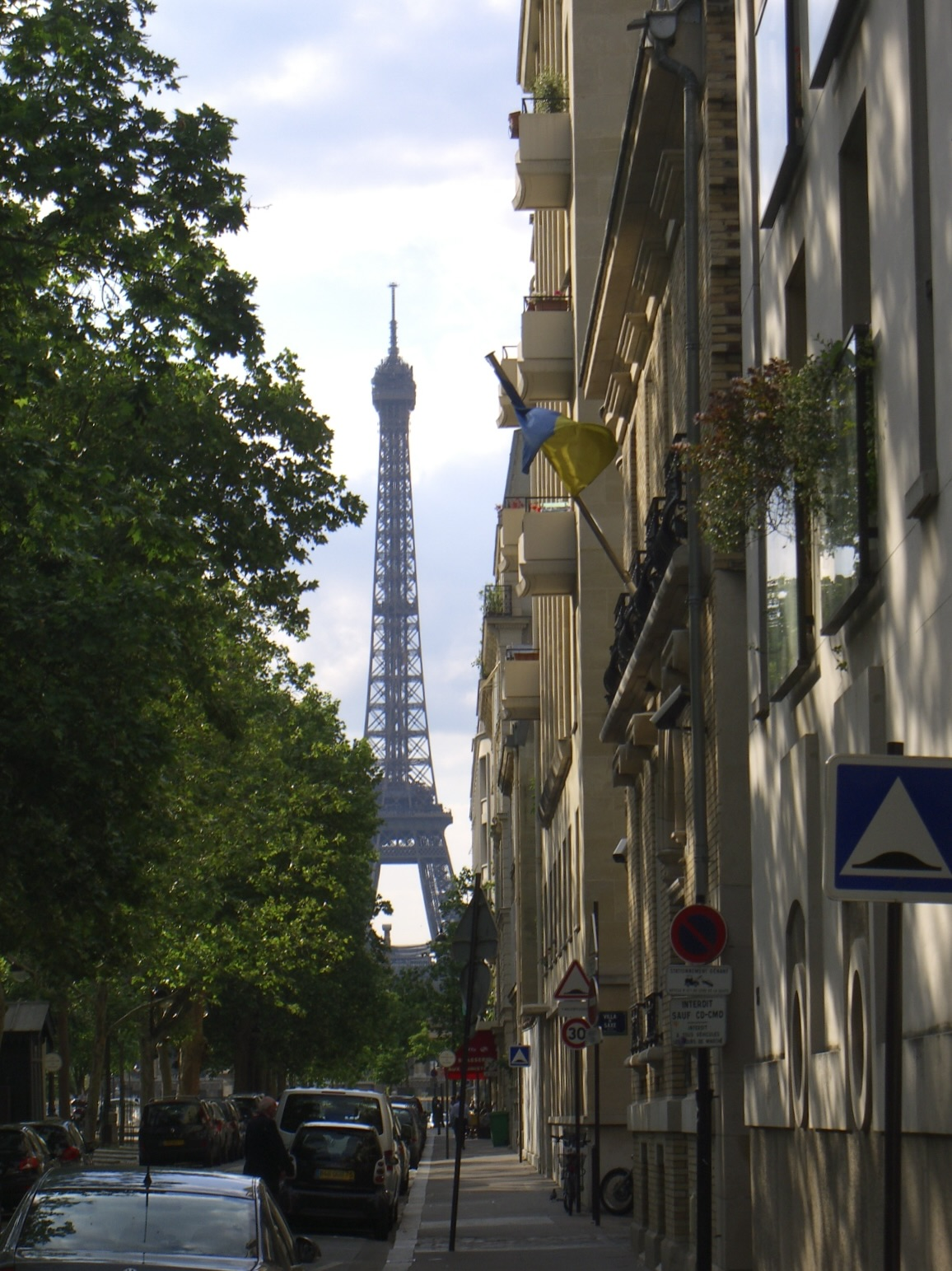
السفارة الأوكرانية في باريس

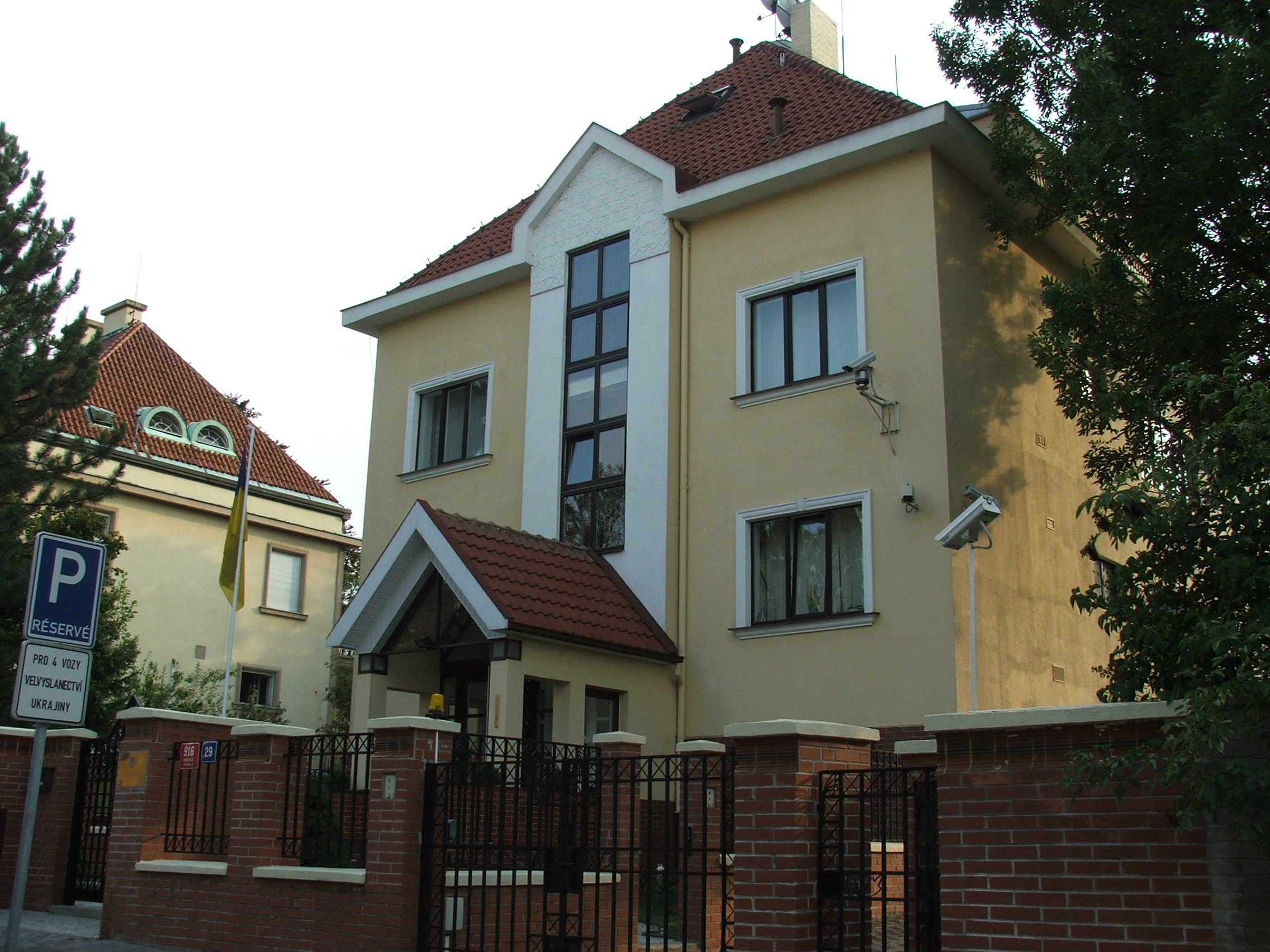
السفارة الأوكرانية في براغ

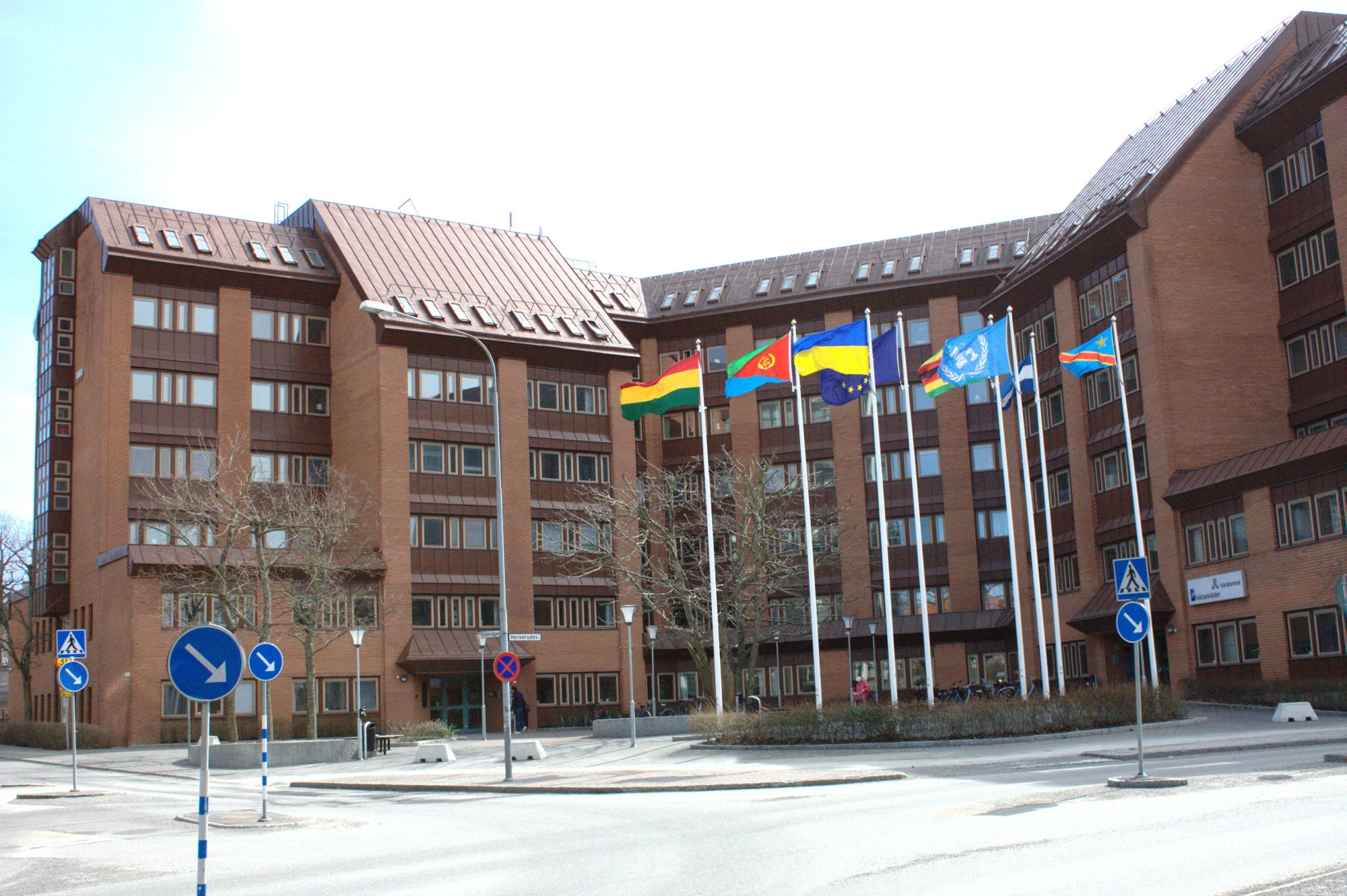
السفارة الأوكرانية في ستوكهولم

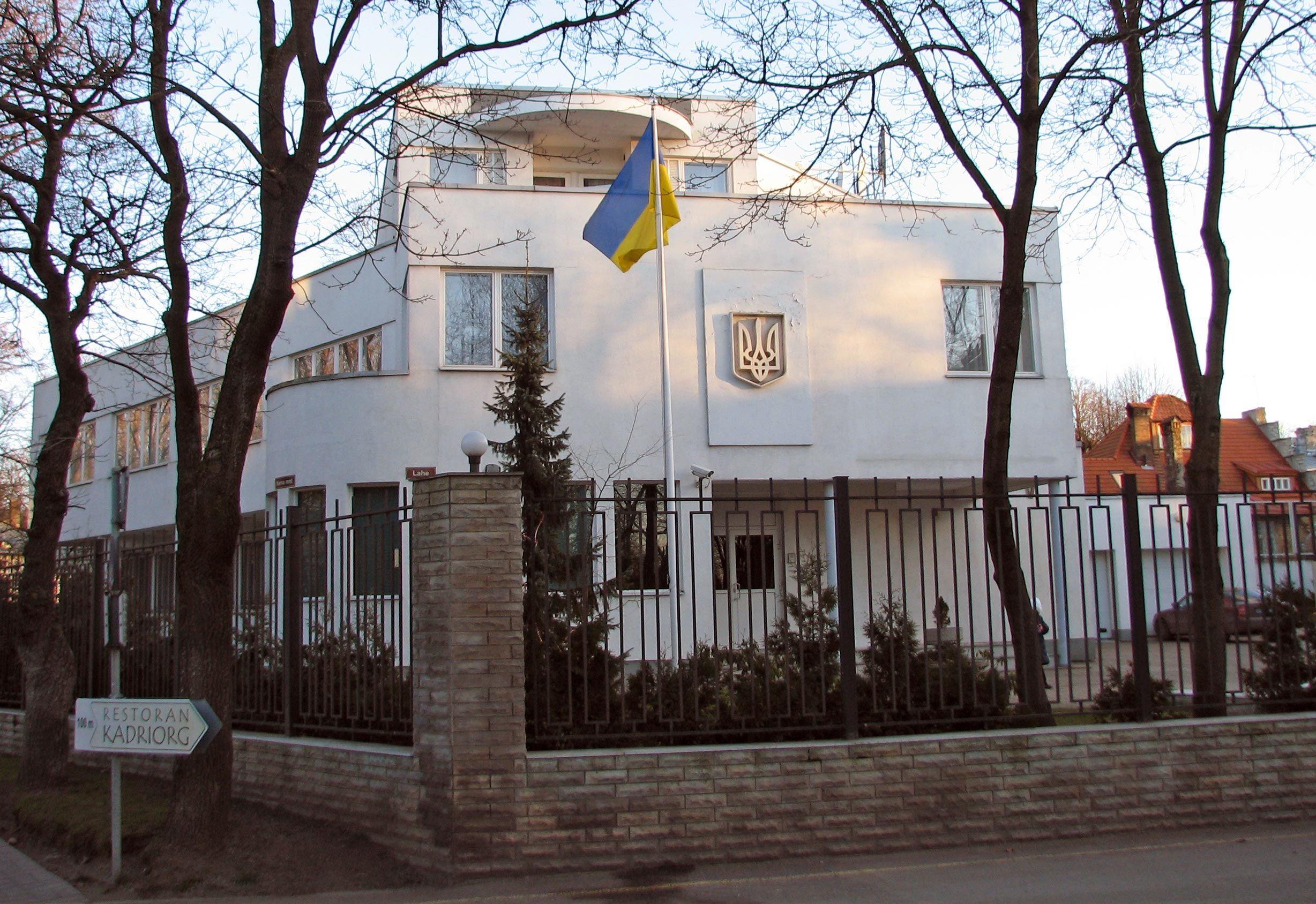
السفارة الأوكرانية في تالين

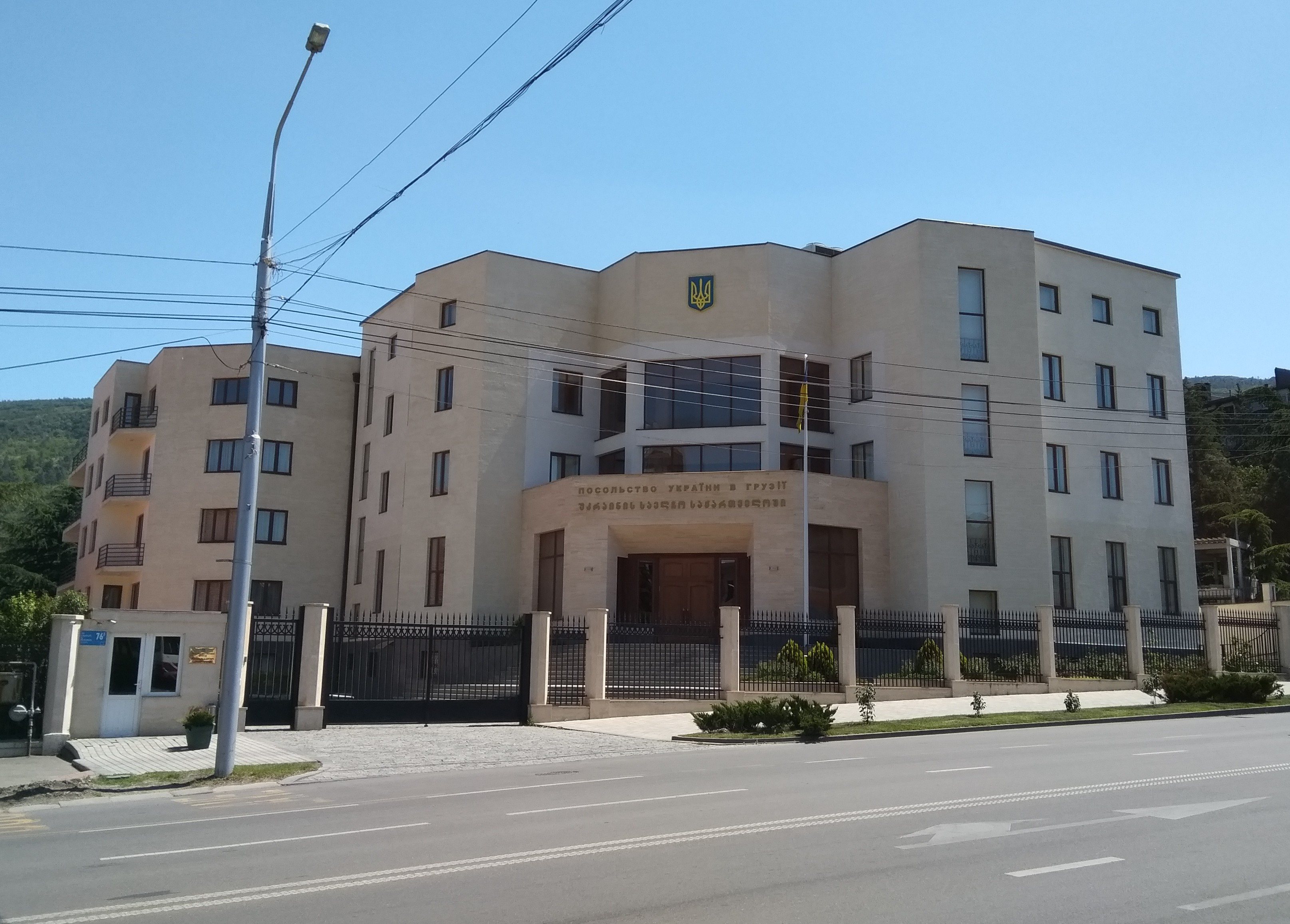
السفارة الأوكرانية في تبليسي

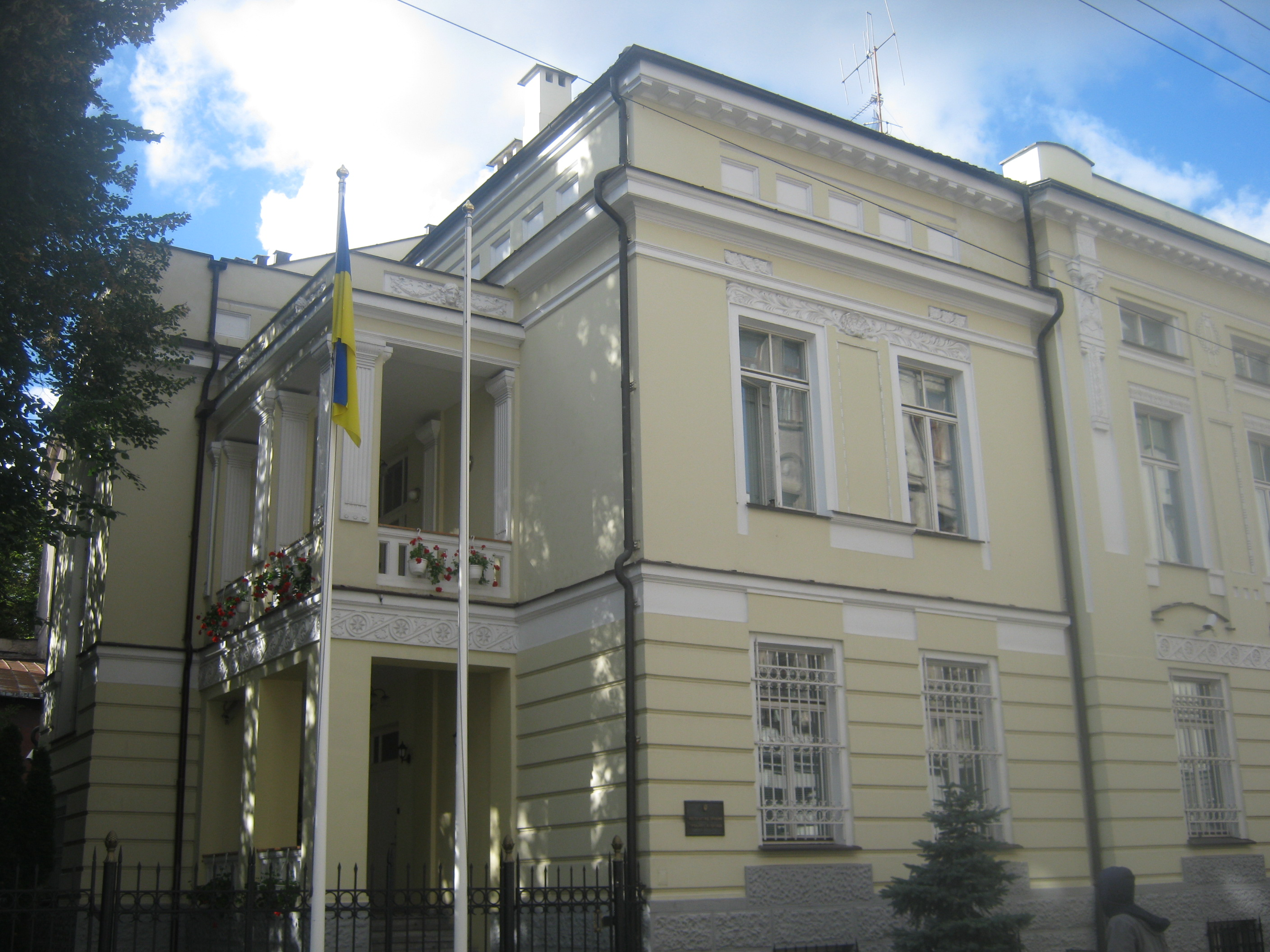
السفارة الأوكرانية في فيلنيوس

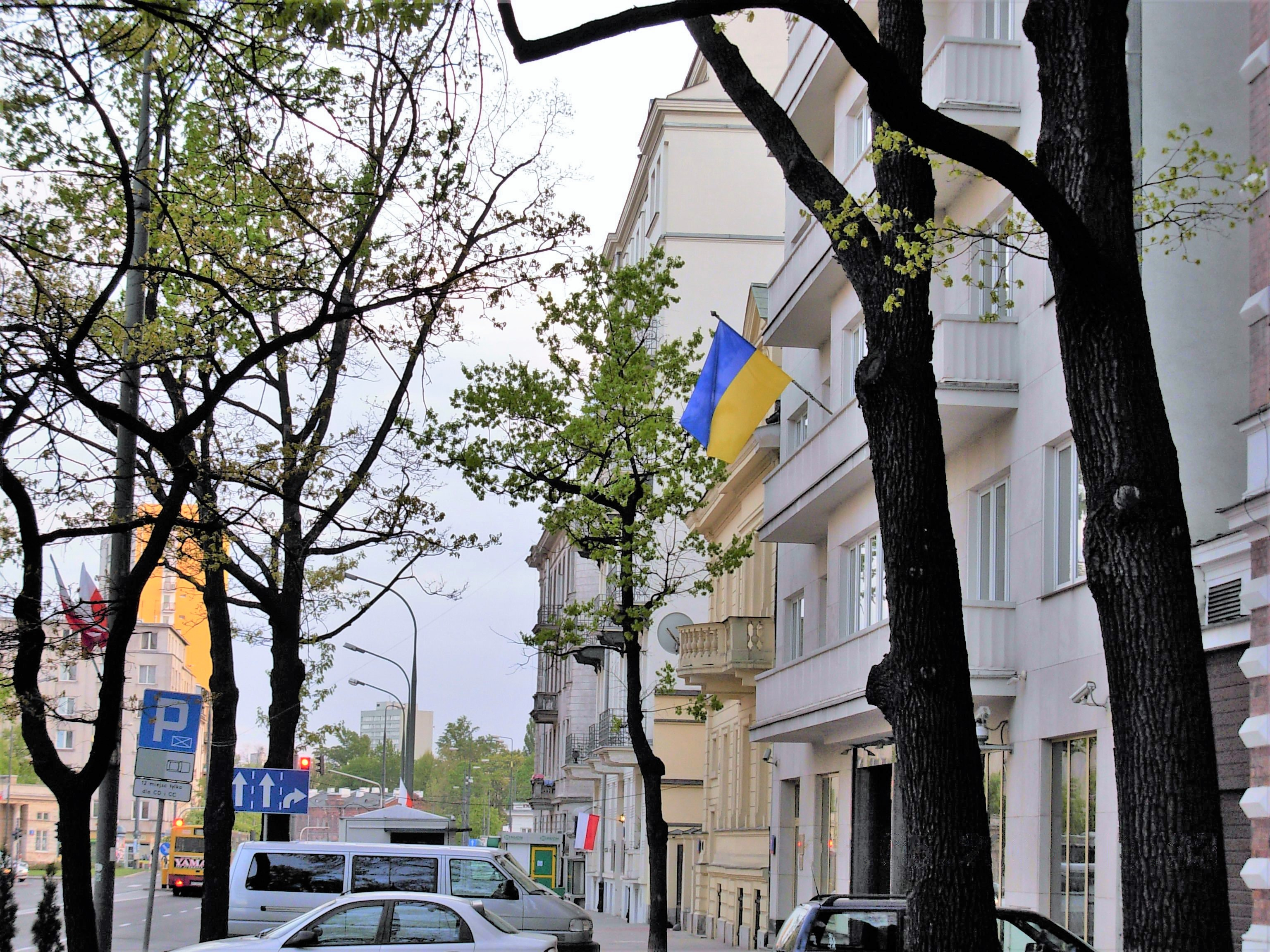
السفارة الأوكرانية في وارسو

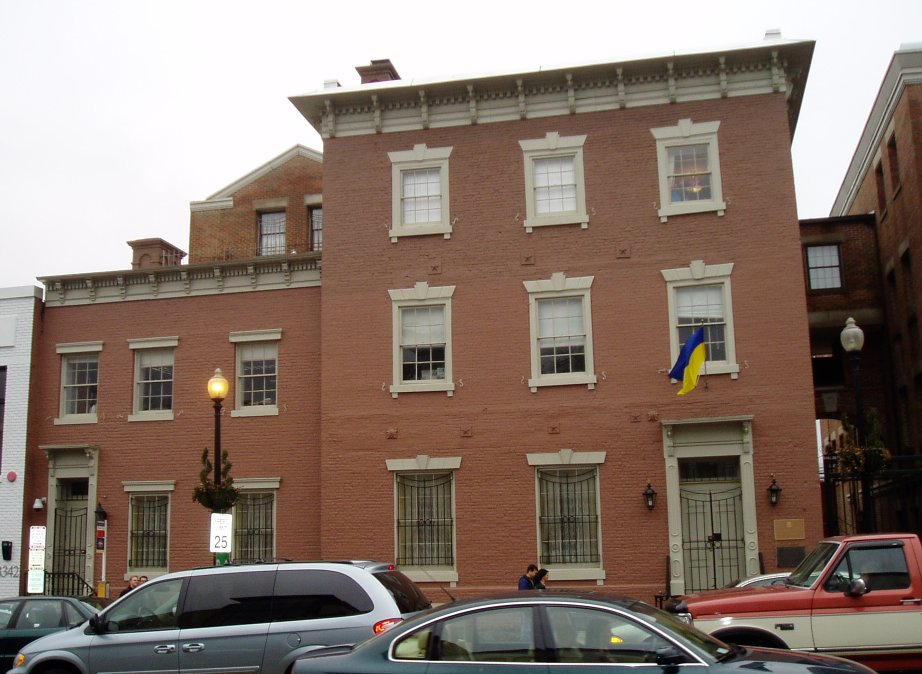
السفارة الأوكرانية في واشنطن العاصمة

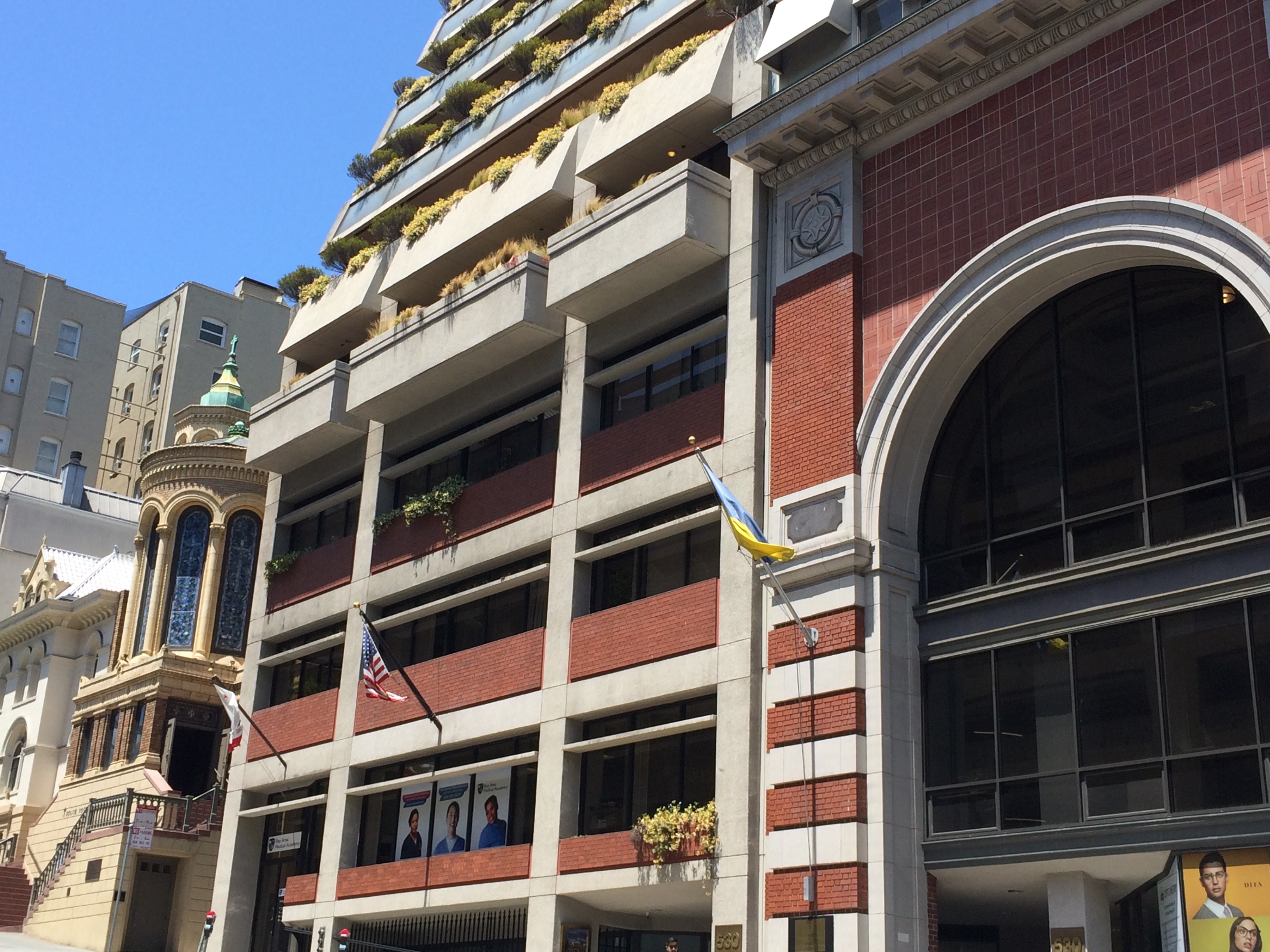
القنصلية العامة الأوكرانية في سان فرانسيسكو

- الجزائر
  - الجزائر (سفارة)
- أنغولا
  - لواندا (سفارة)
- مصر
  - القاهرة (سفارة)
- إثيوبيا
  - أديس أبابا (سفارة)
- كينيا
  - نيروبي (سفارة)
- ليبيا
  - طرابلس (سفارة)
- المغرب
  - الرباط (سفارة)
- نيجيريا
  - أبوجا (سفارة)
- السنغال
  - داكار (سفارة)
- جنوب إفريقيا
  - بريتوريا (سفارة)
- تونس
  - تونس (سفارة)

## الأمريكتان
- الأرجنتين
  - بوينس آيرس (سفارة)
- البرازيل
  - برازيليا (سفارة)
  - ريو دي جانيرو (قنصلية عامة)
  - كوريتيبا (قنصلية)
- كندا
  - أوتاوا (سفارة)
  - تورونتو (قنصلية عامة)
- كوبا
  - هافانا (سفارة)
- المكسيك
  - مدينة مكسيكو (سفارة)
- بيرو
  - ليما (سفارة)
- الولايات المتحدة
  - واشنطن العاصمة (سفارة)
  - شيكاغو (قنصلية عامة)
  - نيويورك (قنصلية عامة)
  - سان فرانسيسكو (قنصلية عامة)

## آسيا
- أرمينيا
  - يريفان (سفارة)
- أذربيجان
  - باكو (سفارة)
- الصين
  - بكين (سفارة)
  - غوانزو (قنصلية عامة)
  - شانغهاي (قنصلية عامة)
- جورجيا
  - تبليسي (سفارة)
  - باطوم (قنصلية عامة)
- الهند
  - نيودلهي (سفارة)
- إندونيسيا
  - جاكرتا (سفارة)
- إيران
  - طهران (سفارة)
- العراق
  - بغداد (سفارة)
- إسرائيل
  - تل أبيب (سفارة)
  - حيفا (قنصلية عامة)
- اليابان
  - طوكيو (سفارة)
- الأردن
  - عمان (سفارة)
- كازاخستان
  - أستانة (سفارة)
  - ألماتي (قنصلية عامة)
- الكويت
  - مدينة الكويت (سفارة)
- قرغيزستان
  - بيشكك (سفارة)
- لبنان
  - بيروت (سفارة)
- ماليزيا
  - كوالالمبور (سفارة)
- باكستان
  - إسلام آباد (سفارة)
- فلسطين
  - رام الله (مكتب تمثيلي)
- قطر
  - الدوحة (سفارة)
- السعودية
  - الرياض (سفارة)
- سنغافورة
  - سنغافورة (سفارة)
- كوريا الجنوبية
  - سول (سفارة)
- سوريا
  - دمشق (سفارة)
- طاجيكستان
  - دوشنبه (سفارة)
- تايلاند
  - بانكوك (سفارة)
- تركيا
  - أنقرة (سفارة)
  - إسطنبول (قنصلية عامة)
- تركمانستان
  - عشق آباد (سفارة)
- الإمارات العربية المتحدة
  - أبوظبي (سفارة)
- أوزبكستان
  - طشقند (سفارة)
- فيتنام
  - هانوي (سفارة)

## أوروبا
- النمسا
  - فيينا (سفارة)
- بيلاروس
  - مينسك (سفارة)
  - برست (قنصلية عامة)
- بلجيكا
  - بروكسل (سفارة)
- البوسنة والهرسك
  - سراييفو (مكتب)
- بلغاريا
  - صوفيا (سفارة)
  - فارنا (قنصلية عامة)
- كرواتيا
  - زغرب (سفارة)
- قبرص
  - نيقوسيا (سفارة)
- جمهورية التشيك
  - براغ (سفارة)
  - برنو (قنصلية)
- الدنمارك
  - كوبنهاغن (سفارة)
- إستونيا
  - تالين (سفارة)
- فنلندا
  - هلسنكي (سفارة)
- فرنسا
  - باريس (سفارة)
  - مارسيليا (قنصلية)
- ألمانيا
  - برلين (سفارة)
  - فرانكفورت (قنصلية عامة)
  - دوسلدورف (قنصلية عامة)
  - هامبورغ (قنصلية عامة)
  - ميونخ (قنصلية عامة)
- اليونان
  - أثينا (سفارة)
  - سلانيك (قنصلية عامة)
- الكرسي الرسولي[ملاحظة 1]
  - روما (سفارة)
- المجر
  - بودابست (سفارة)
  - نيرغهازا (قنصلية عامة)
- أيرلندا
  - دبلن (سفارة)
- إيطاليا
  - روما (سفارة)
  - ميلانو (قنصلية عامة)
  - نابولي (قنصلية عامة)
- لاتفيا
  - ريغا (سفارة)
- ليتوانيا
  - فيلنيوس (سفارة)
- مقدونيا
  - سكوبيه (سفارة)
- مولدوفا
  - كيشيناو (سفارة)
  - بالتسي (قنصلية)
- الجبل الأسود
  - بودغوريتسا (سفارة)
- هولندا
  - لاهاي (سفارة)
- النرويج
  - أوسلو (سفارة)
- بولندا
  - وارسو (سفارة)
  - غدانسك (قنصلية عامة)
  - كراكوف (قنصلية عامة)
  - لوبلين (قنصلية عامة)
  - أوبولي (قنصلية عامة)
- البرتغال
  - لشبونة (سفارة)
  - بورتو (قنصلية)
- رومانيا
  - بوخارست (سفارة)
  - سوتشافا (قنصلية عامة)
- روسيا
  - موسكو (سفارة)
  - روستوف-نا-دونو (قنصلية عامة)
  - سانت بطرسبرغ (قنصلية عامة)
  - تيومين (قنصلية عامة)
  - فلاديفوستوك (قنصلية عامة)
- صربيا
  - بلغراد (سفارة)
- سلوفاكيا
  - براتيسلافا (سفارة)
  - بريشوف (قنصلية عامة)
- سلوفينيا
  - ليوبليانا (سفارة)
- إسبانيا
  - مدريد (سفارة)
  - برشلونة (قنصلية عامة)
  - مالقة (قنصلية)
- السويد
  - ستوكهولم (سفارة)
- سويسرا
  - برن (سفارة)
- المملكة المتحدة
  - لندن (سفارة)
  - إدنبرة (قنصلية عامة)

## أوقيانوسيا
- أستراليا
  - كانبرا (سفارة)

## منظمات متعددة الأطراف
- إقليم بروكسل العاصمة (بعثة للاتحاد الأوروبي)
- جنيف (بعثة دائمة للأمم المتحدة والمنظمات الدولية الأخرى)
- مينسك (بعثة دائمة لرابطة الدول المستقلة)
- نيويورك (بعثة دائمة للأمم المتحدة)
- باريس (بعثة دائمة لليونسكو)
- ستراسبورغ (بعثة دائمة لمجلس أوروبا)
- فيينا (بعثة دائمة للأمم المتحدة)

## وصلات خارجية
- سفارة الشؤون الخارجية الأوكرانية (بالأوكرانية)
- تفاصيل حول البعثات الدبلوماسية الأوكرانية (بالأوكرانية)